# Майорска къща (Кюстендил)
Майорската къща е възрожденска къща в гр. Кюстендил, паметник на културата.

## Местоположение, история и архитектурни особености
Майорската къща се намира на ул. „Цар Освободител“ № 81, в централната градска част на гр.Кюстендил (бивша махала „Топлиците“).
Къщата на майор Йосиф Ангелов (1857-1913) е построена през 1870 г. Състои се от едно полувкопано приземие и етаж с една ос на симетрия, подчертана от остъклен кьошк с мазана арка върху антични гранитни колони. Салонът в приземния етаж води към една жилищна стая на югозапад и три складови помещения. Кьошкът на етажа е повдигнат на 50 см. от пода на салбона и е отделен с нисък дъсчен парапет. Майорската къща е обърната с най-богатата си фасада към двора.
Реставрирана е от НИПК през 1969 г. и е адаптирана за Етнографски музей и в нея е уредена етнографска експозиция. В края на 90-те години на ХХ век къщата е реституирана и e частна собственост.
Къщата е паметник на културата от местно значение.